# Pukku und Mikku
Pukku (pu-uk-ku, sumerisch: guellag) und Mikku (mi-ik-ku-u, sumerisch: gue-ke4-ma) sind in der sumerischen Mythologie Bezeichnungen von Gegenständen, die aus den Ästen des magischen Ḫuluppu-Baumes hergestellt wurden und deren Bedeutung umstritten ist.
Benno Landsberger schlug zunächst die Übersetzung „Trommel und Trommelstöcke“ vor, die auch heute noch in zahlreichen Publikationen verwendet wird, obwohl Landsberger später seine Übersetzung in „Reifen und Treibstecken“ revidierte und damit ein Spiel- und Sportgerät meint. Die Handhabung von „Pukku und Mikku“ wurde entweder auf der Straße oder auf flachen Dächern vorgenommen, weshalb die Deutung als Spiel mit Reifen, Bällen oder Kugeln als wahrscheinlich anzusehen ist. Brigitte Groneberg schlägt ergänzend die magische Verbindung zu „Pfeil und Bogen“ vor, da sie eine synonyme Verbindung zu „tilpanu“ (Bogen) sieht.  
In der Dichtung „Gilgameš, Enkidu und die Unterwelt“ fallen „Pukku und Mikku“ in die Unterwelt. Enkidu steigt danach in die Unterwelt, um „Pukku und Mikku“ für Gilgameš zurückzuholen. Da Enkidu die Verhaltensregeln in der Unterwelt nicht beachtet, muss er fortan dort bleiben. Später ermöglicht Enki die kurzfristige Rückkehr von Enkidu, um Gilgameš die Unterwelt näher beschreiben zu können. „Pukku und Mikku“ tauchen in diesem Zusammenhang nicht mehr auf und werden auch später nicht mehr genannt.